# Международный музыкальный фестиваль Узеира Гаджибейли
Международный Музыкальный фестиваль имени Узеира Гаджибекова (азерб. Üzeyir Hacıbəyov – Beynəlxalq musiqi festivalı) — проводится в сентябре начиная с 2009 года в Азербайджане.
Музыкальные мероприятия проводятся в нескольких городах Азербайджана, однако основные мероприятия проходят в Баку.

## История фестиваля

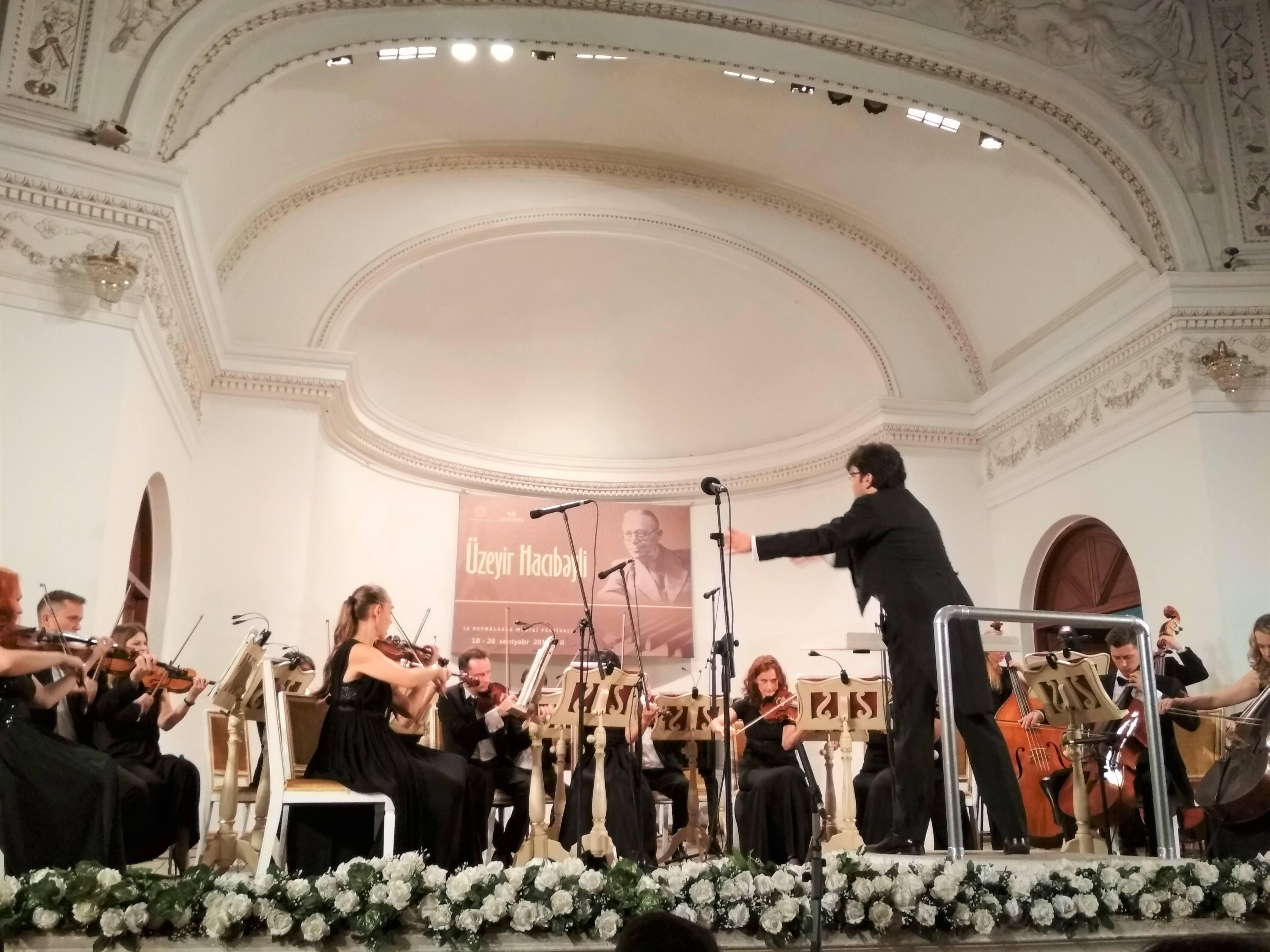
Выступление Новосибирского филармонического камерного оркестра на IX Международном музыкальном фестивале имени Узеира Гаджибекова (2017 год).

Начиная с 1995 года, 18 сентября (день рождения Узеира Гаджибекова) в Азербайджане отмечался как день национальной музыки. С 2009 года, было принято решение проводить международный музыкальный фестиваль посвящённый творчеству известного азербайджанского композитора Узеира Гаджибекова.
В 2010 году фестиваль был посвящен 125-летию со дня рождения У.Гаджибекова. В программу 10-дневного фестиваля вошли спектакли, концерты оркестровой музыки, ансамблевые и сольные выступления азербайджанских и зарубежных исполнителей. Среди зарубежных гостей фестиваля камерный хор «Орфеон» (Турция), квартет «Танг» (Сингапур), ансамбль «Амалтея» (Швейцария), молодежный симфонический оркестр стран СНГ (руководитель В.Спиваков), солисты А.Гиндин, С.Кудряков, А.Сайкин (Россия), Д.Ливели, Ж.Веен (Голландия), Н.Рексрот (Германия), А.Банкас, Н.Коган (Канада), дирижеры А.Маркин (Россия), И.Гаджиев (Канада). 
XI Международный Музыкальный Фестиваль У.Гаджибейли состоялся с 18 по 30 сентября 2019 года. В фестивале было запланировано принятие участия известных коллективов, исполнителей и музыкантов из США, России, Китая, Турции, Италии, Узбекистана, Беларуси, Болгарии, Украины и Грузии.
В 2021 году XIII Международный музыкальный фестиваль имени Узеира Гаджибейли был проведён с 18 по 24 сентября в Шуше.
XV Международный музыкальный фестиваль пройдет с 18 по 28 сентября в Баку, Гяндже, Шамкире и Шуше.

## Основные сведения
В работе фестиваля наряду с азербайджанскими музыкантами также принимают участие музыканты из других стран мира. 
Кроме концертов также организуются спектакли, поставленные на основе произведений Узеира Гаджибекова и научные конференции призванные изучать творческое наследие Гаджибекова.  
В роли организаторов фестиваля выступает Министерство культуры и туризма Азербайджана, а также Фонд Гейдара Алиева.
Фестиваль, как правило, проводится 10 дней. Открывается в Азербайджанском государственном академическом театре оперы и балета. В фестивале принимают участие известные дирижеры, солисты, молодые исполнители, оркестры (камерные, симфонические), музыкальные коллективы как из Азербайджана, так и из-за рубежа.
Мероприятия проходят в различных музыкальных залах и учреждениях Азербайджана, в том числе Национальном музее искусств, Государственной филармонии имени Муслима Магомаева, также и в регионах Азербайджана.